# Francisco Rafael Arellano Félix
Francisco Rafael Arellano Félix (Culiacán, 24 ottobre 1949 – Los Cabos, 18 ottobre 2013) è stato un criminale messicano, signore della droga e capo del Cartello di Tijuana.
Maggiore di sette fratelli, guidò l'organizzazione dall'inizio degli anni '90.
Attraverso suo fratello Benjamín, Francisco Rafael si unisce al cartello nel 1989 a seguito dell'arresto di Miguel Ángel Félix Gallardo, uno dei più grandi signori della droga messicani negli anni '80.
Quando Arellano Félix prese il comando dell'organizzazione, si acuirono le tensioni con i rivali del Cartello di Sinaloa arrivando ad omicidi da entrambi i fronti.
Fu arrestato nel 1993 a Tijuana, in Bassa California ed imprigionato al Federal Social Readaptation Center No. 1, prigione di massima sicurezza.
Nel 2006 fu estradato negli Stati Uniti per le accuse di traffico di droga nella corte del distretto federale della California.
Fu rilasciato due anni più tardi e riportato in Messico, dove non aveva carichi pendenti.
Mentre celebrava il suo compleanno a Los Cabos il 18 ottobre 2013, venne ucciso da tre killer travestiti da pagliacci.